# Tombstone (film)
Tombstone  è un film western del 1993, diretto da George Pan Cosmatos e interpretato da Kurt Russell e Val Kilmer.
In Italia è uscito al cinema venerdì 1º aprile 1994 distribuito dalla Penta Distribuzione.

## Trama
Wyatt Earp, sceriffo dalla chiara fama ritiratosi dall'esercizio della legge, decide di trasferirsi nella piccola cittadina in via di sviluppo di Tombstone, in Arizona, assieme ai due fratelli Virgil e Morgan, dove vivere una vita tranquilla assieme alle mogli Mattie, Louisa e Allie. È proprio a Tombstone che Wyatt incontra il suo migliore amico, Doc Holliday, ex dentista affetto da tubercolosi che vive da pistolero e giocatore di poker e che cerca nel clima asciutto dell'Arizona sollievo dalla sua malattia.
I tre fratelli Earp e Doc Holliday si scontrano subito con la difficile realtà della cittadina, tiranneggiata da una banda di pistoleri, i Cowboys, il cui segno distintivo è una fascia rossa legata in vita. In ogni modo Wyatt rifiuta le offerte di diventare sceriffo e le richieste di porre fine a quella banda, preferendo dedicarsi al risollevamento di un saloon di suo recente acquisto; ma ben presto il coinvolgimento dei suoi due fratelli, che accettano di diventare sceriffi della città, ed il suo spiccato senso di giustizia, hanno la meglio sulla sua volontà di ricercare una vita tranquilla e, sempre seguito dall'amico Doc Holliday, intraprende una guerra aperta alla banda.
La lotta tra i due gruppi sfocia ben presto nella famosa sparatoria all'O.K. Corral, dove Virgil e Morgan vengono feriti, tre Cowboys trovano la morte, e la connivenza dello sceriffo della contea Behan viene scoperta. Per vendicare i tre Cowboys, la banda assale nottetempo due dei fratelli Earp, uccidendo così Morgan mentre Virgil, il maggiore, perde l'utilizzo di un braccio. Questa guerra tra due fronti opposti si rivela anche nella figura di Doc Holliday e la sua antitesi, Johnny Ringo: uno dei Cowboys, uno psicopatico dalla cultura paragonabile solo a quella dell'ex medico pistolero. Tra i due è subito odio personale, dal primo sguardo.
Un altro scontro avviene poi in una foresta sulle rive di un fiume, dove si svolge una sparatoria che vede cadere Curly Bill per mano di Wyatt Earp; così è Johnny Ringo adesso il nuovo capo dei Cowboys. Sulla via del ritorno dal fiume però, la malattia di Doc Holliday si aggrava improvvisamente e il piccolo gruppo è costretto a riparare nella fattoria di Henry Hooker senza poter proseguire. È in quel momento che Johnny Ringo invia a Wyatt Earp un messaggio: saranno loro due a scontrarsi, e con quel duello a porre fine alla guerra tra il gruppo di Earp e i Cowboys. Con Doc in precarie condizioni di salute, Wyatt accetta la sfida, pur sapendo di non essere "abbastanza veloce" per battere Johnny Ringo.
Ma è proprio Doc che, lasciando la fattoria di nuovo in forze dopo aver mentito all'amico sulle sue reali condizioni fisiche, si presenta allo scontro con Ringo che, stupito, all'inizio sembra voler fare marcia indietro. Ma la follia che si legge nei suoi occhi lo porta ad accettare il cambio di avversario, scelta che gli risulterà fatale. All'arrivo di Wyatt sul luogo concordato per il duello, infatti, Ringo giace già morto ai piedi di un albero, ucciso dall'amico Doc Holliday. Questo scontro pone fine ben presto alla guerra e dopo aver eliminato i Cowboys rimasti che non hanno voluto arrendersi, Doc viene ricoverato in un sanatorio dove morirà "senza gli stivali", come lamenta lui stesso. Wyatt partirà assieme all'attrice Josephine Marcus dopo aver abbandonato la moglie Mattie (ormai assuefatta al laudano), rifacendosi una vita.

## Produzione
Kevin Costner era stato originariamente scelto per interpretare il ruolo di Wyatt Earp. Poiché la produzione voleva dare maggiore spazio ai personaggi secondari, l'attore abbandonò il progetto per realizzare una propria versione Wyatt Earp (1994) con la collaborazione del regista Lawrence Kasdan, in cui l'enfasi si concentrava invece tutta sul protagonista. Per la parte di Johnny Ringo fu inizialmente scritturato Mickey Rourke, il quale rifiutò. Al suo posto fu scelto Michael Biehn. 

## Accoglienza
Tombstone venne distribuito nei cinema il 24 dicembre 1993, sei mesi prima della versione di Kevin Costner e Lawrence Kasdan incentrata sulle vicende del medesimo personaggio, Wyatt Earp. Il film si rivelò un successo al botteghino, incassando 56 milioni e mezzo di dollari contro un budget di 25 milioni.